# ドナルドとライオン
『ドナルドとライオン』（原題：Hook, Lion and Sinker）は、ウォルト・ディズニー・プロダクション（現：ウォルト・ディズニー・カンパニー）が製作した1950年9月1日公開のアニメーション短編映画作品。ドナルドダック・シリーズの第94作である。

## あらすじ
ある日、ライオン親子の父親が食料を確保しようと尻尾で釣りをしていると、そこへ釣りから帰ったドナルドが大量の大きな魚を持って歩いているのが見えた。子ライオンがドナルドの落とした魚を拾うと、父ライオンが釣ったものとは比べ物にならないほどの大きさだった。
ライオン親子はドナルドから魚を奪おうとするが、ドナルドの職業はなんと狩人で、ドナルドの部屋には大量のライオンのはく製が置かれていた。そこで父ライオンは手だけを入れようとするが、魚を料理していたドナルドに真っ赤に焼けた石炭を持たされ大やけど。それを見た子ライオンは大笑い。ライオンは力ずくでも魚を奪おうとするが、猟銃を持ったドナルドに撃たれる。父は息子からお尻の弾丸を抜いてもらっていると、いい作戦を思いついた。なんと、息子を魚に隠れさせそのまま奪わせる作戦だったのだ。ところが、あっさりドナルドに見つかってしまい、息子は追い出されてしまう。これには息子も怒らないはずもなく、父に「僕は一匹取ったんだから、父さんが自分で取ってくればいいだろ」と文句を言うばかり。父は文句を言う息子に頭を抱えていると、別の作戦を思いついた。それはなんと、屋根の上から魚を釣るという作戦だった。しかし、ドナルドは釣り針に猟銃をつけると、また撃たれてしまう。そこでライオンは最後の作戦に出る。息子がドアをノックして、ドナルドをおびき出し、その隙に魚を盗もうとする作戦だった。ところが、魚と一緒にドナルドまで引っ張り出したので、三度目の正直とばかりにまた撃たれるハメに。結局、3度もお尻から弾丸を抜かれる父ライオンはドナルドから魚を奪うのを諦めるしかなかった。

## スタッフ
- 製作：ウォルト・ディズニー
- 監督：ジャック・ハンナ
- 脚本：ビル・バーグ、ニック・ジョージ
- 音楽：ポール・J・スミス
- 美術：エール・グレイシー
- 背景：
- 原画：ボブ・チャールソン、ビル・ジャスティス

## キャスト
| キャラクター   | 原語版               | 旧吹き替え版 | 新吹き替え版 |
| -------------- | -------------------- | ------------ | ------------ |
| ドナルドダック | クラレンス・ナッシュ | 関時男       | 山寺宏一     |
| ナレーター     | -                    | 江原正士     | -            |

## 日本での公開

### 収録
- 『ドナルドダック・クロニクル Vol.3 限定保存版』（DVD、ブエナ・ビスタ・ホーム・エンターテイメント、新吹き替え版）